# Romite ambrosiane dell'Ordine di Sant'Ambrogio ad Nemus

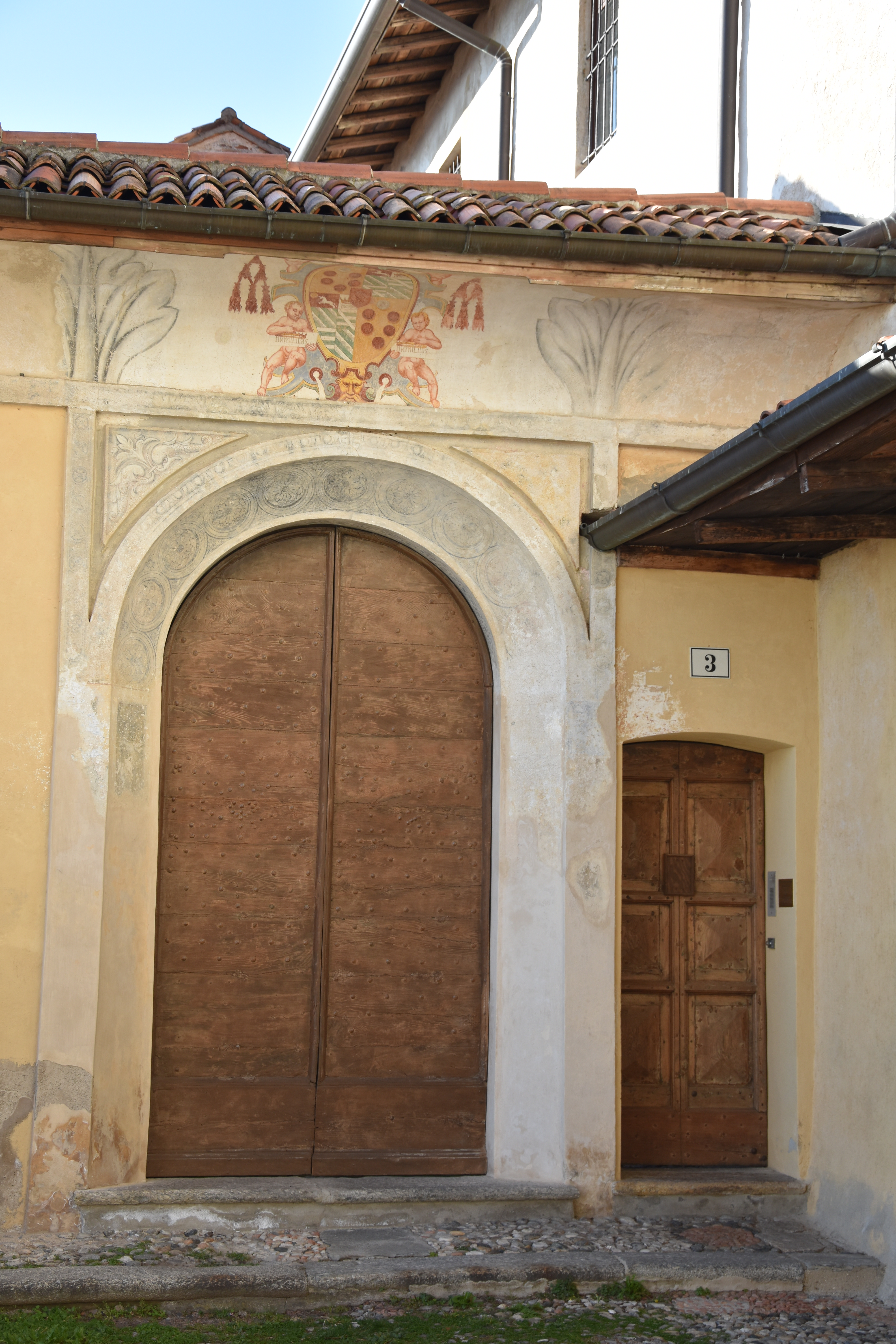
Il monastero delle romite ambrosiane a Santa Maria del Monte

Le Romite ambrosiane dell'Ordine di Sant'Ambrogio ad Nemus  sono un istituto religioso femminile di diritto pontificio con case autonome.

## Storia
L'istituto trae origine da una piccola comunità raccoltasi attorno a Caterina Morigi e alla sua prima probabile discepola, Giuliana Puricelli: inizialmente la comunità abbracciò la vita eremitica sotto la direzione e l'assistenza spirituale dei canonici del Sacro Monte di Varese, ma in seguito si orientarono alla vita cenobitica e, verso il 1470 chiese alla Santa Sede il permesso di stabilirsi in un monastero e di osservare la regola di sant'Agostino e le costituzioni dell'abbazia di Sant'Ambrogio ad Nemus.
Papa Sisto IV 10 novembre 1474 acconsentì all'erezione del monastero, e il 10 agosto 1476 le romite fecero la loro professione di voti ed elessero come superiora Caterina Morigi, dando in forma canonica alla loro vita comune.
A Caterina Morigi, morta nel 1478, succedette al governo del monastero Benedetta da Biumo che, con Lucrezia Alciata (suor Illuminata), fece ampliare gli ambienti monastici. Nel 1513 papa Leone X stabilì che, alla morte di Benedetta da Biumo, le badesse venissero elette con un mandato di tre anni.
Il monastero fu visitato frequentemente da Carlo Borromeo e nel 1601 Margherita d'Austria-Stiria assunse la protezione della comunità.
Nel 1798 le monache furono disperse e i loro beni confiscati per ordine delle autorità cisalpine, ma passato il periodo napoleonico, dopo anni di negoziati e mezzi burocratici, il 5 febbraio 1822 madre Marianna Staurenghi riunì la comunità e restaurò il monastero.
Le monache ripresero l'attività educativa iniziata già nel Seicento aprendo una scuola che poi divenne collegio femminile.
Alcune religiose nel 1963 lasciarono il monastero dando inizio a Bernaga al ramo delle monache romite dell'Ordine di Sant'Ambrogio ad Nemus, divenuto presto autonomo.
Nel 1969 il monastero di Santa Maria del Monte chiuse il collegio femminile, orientandosi verso una vita più claustrale, e aggiornò le sue costituzioni, che ricevettero l'approvazione dalla Santa Sede nel 1979.

## Attività e diffusione
Le religiose emettono voti solenni secondo la regola di Sant'Agostino;  sono interamente dedite alla vita contemplativa e osservano la clausura papale. Celebrano secondo il rito ambrosiano.
Il loro unico monastero è quello di Santa Maria del Monte sopra Varese.
Alla fine del 2015 l'istituto contava un solo monastero e 28 religiose.